# NGC 426
NGC 426 este o galaxie eliptică situată în constelația Balena. A fost descoperită în 20 decembrie 1786 de către William Herschel. De asemenea, a fost observată încă o dată în 20 decembrie 1827 de către John Herschel.